# Uranotaenia paralateralis
Uranotaenia paralateralis är en tvåvingeart som beskrevs av Peters 1964. Uranotaenia paralateralis ingår i släktet Uranotaenia och familjen stickmyggor. Inga underarter finns listade i Catalogue of Life.